# Atletika na Letních olympijských hrách 1984 – 200 metrů muži
 Běh na 200 metrů mužů na Letních olympijských hrách 1984 se uskutečnil ve dnech 6. a 8. srpna na stadionu Memorial Coliseum v Los Angeles. 

## Výsledky finálového běhu
| *                | jméno                   | země                   | čas   |
| ---------------- | ----------------------- | ---------------------- | ----- |
| Zlatá medaile    | Carl Lewis              | Spojené státy americké | 19,80 |
| Stříbrná medaile | Kirk Baptiste           | Spojené státy americké | 19,96 |
| Bronzová medaile | Thomas Jefferson        | Spojené státy americké | 20,26 |
| 4                | João Batista da Silva   | Brazílie               | 20,30 |
| 5                | Ralf Lübke              | Západní Německo        | 20,51 |
| 6                | Jean-Jacques Boussemart | Francie                | 20,55 |
| 7                | Pietro Mennea           | Itálie                 | 20,55 |
| 8                | Ade Mafe                | Velká Británie         | 20,85 |